# Pont de Pritz
Le Pont de Pritz ou Pont de Saint-Pritz est un pont situé sur la limite entre les communes de Laval et Changé, dans le département de la Mayenne. Il traverse la rivière Mayenne et c'est l'un des cinq ponts lavallois ouverts à la circulation. Il est emprunté par la rocade nord de Laval.
Le pont doit son nom à un lieu-dit de Laval qui se trouve à proximité. Ce lieu-dit est notamment connu pour sa chapelle Notre-Dame, qui est la plus vieille église lavalloise.
Œuvre de l'architecte Alain Spielmann, il a été entrepris lors de travaux routiers (rocade) en 1995 dans l'agglomération de Laval et achevé en 1997.
Le pont est un maillon de la rocade nord de Laval. Il fait communiquer le boulevard Pierre-Elain, situé rive droite et sur la commune de Laval, à la route départementale 900, située rive gauche et sur le territoire de Changé.
Le pont est doté de trottoirs et de plateformes en demi-cercle qui lui donnent son originalité.
Il est recensé par les services de l'inventaire général du patrimoine culturel.

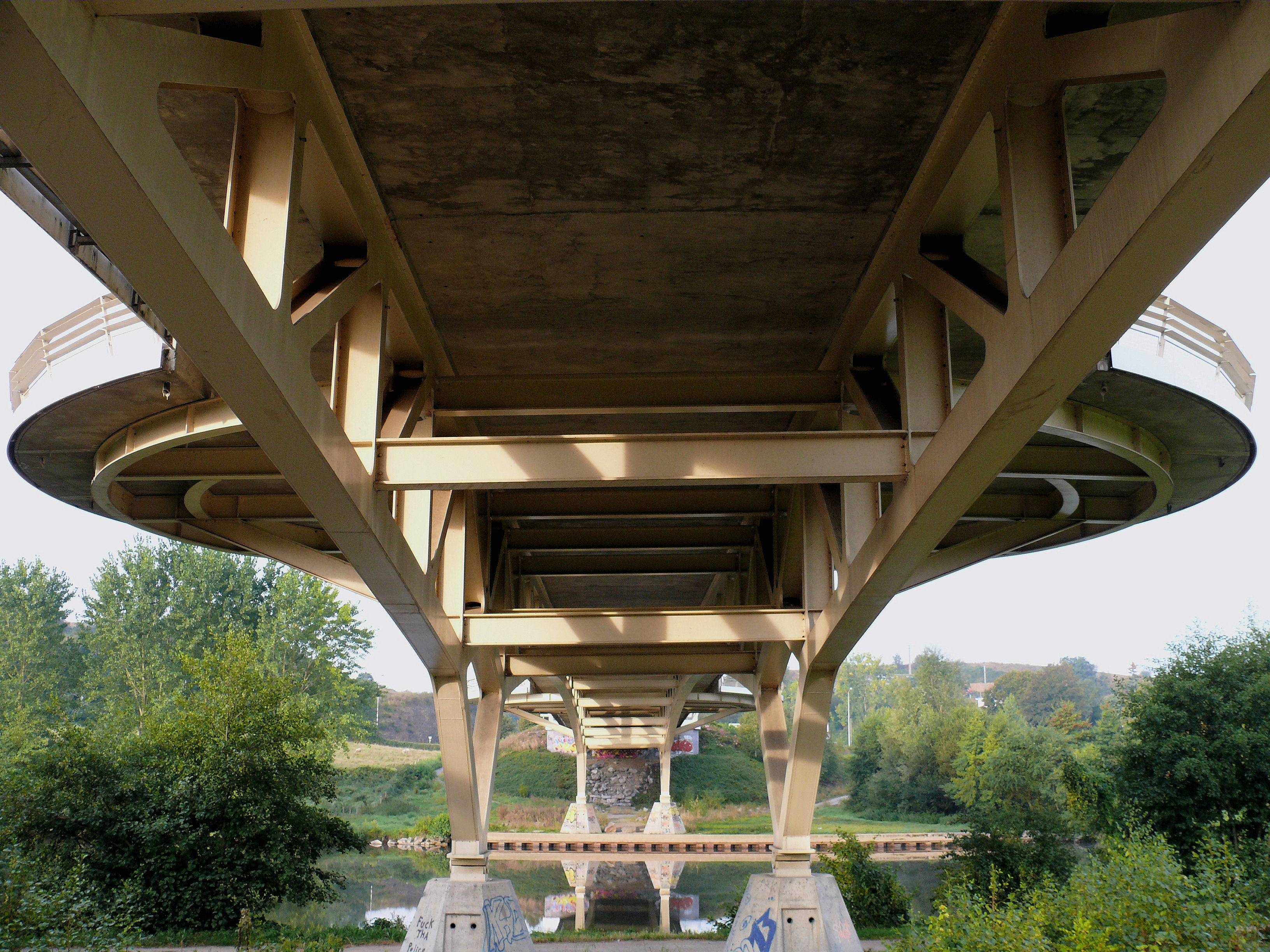
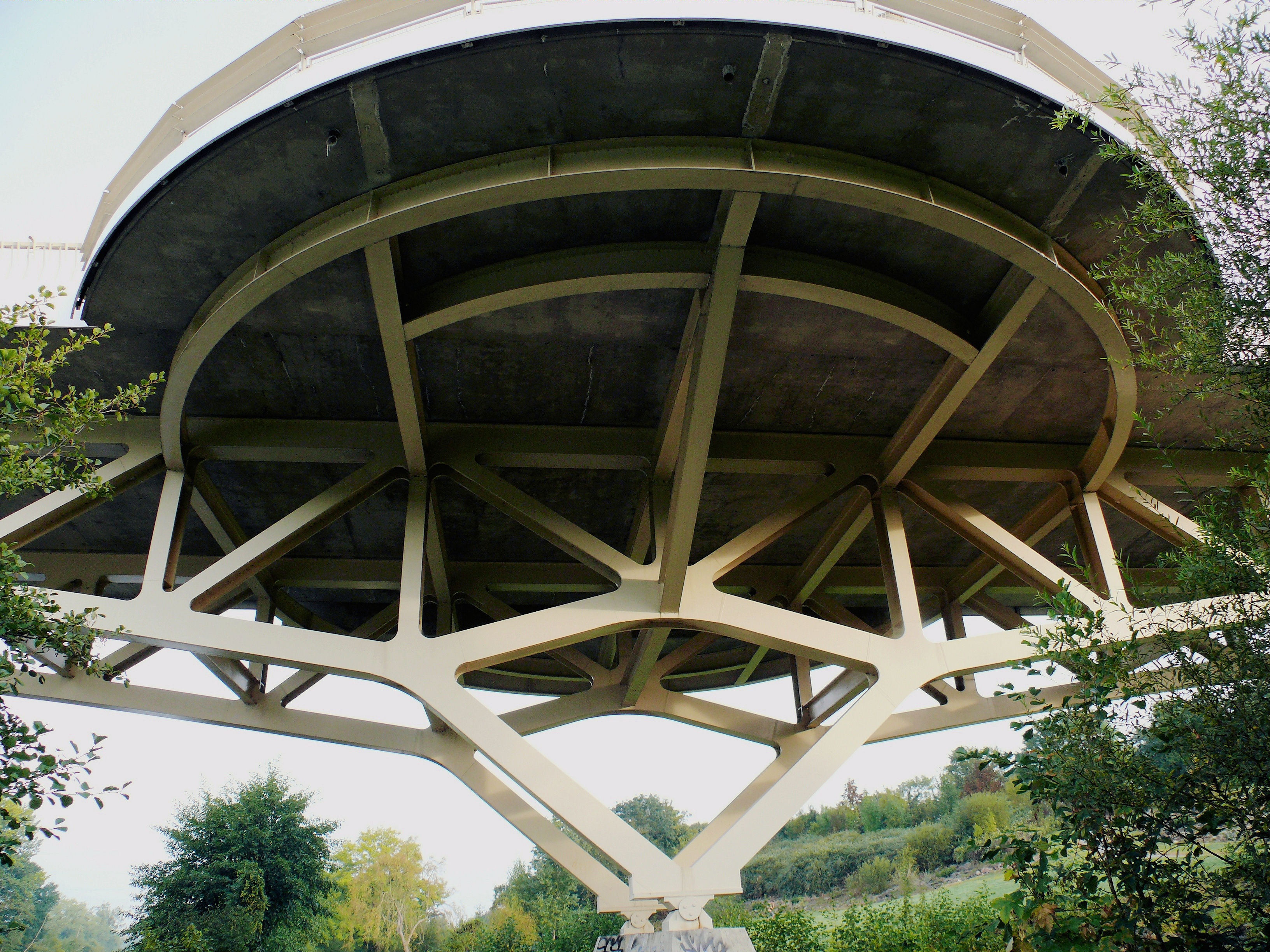
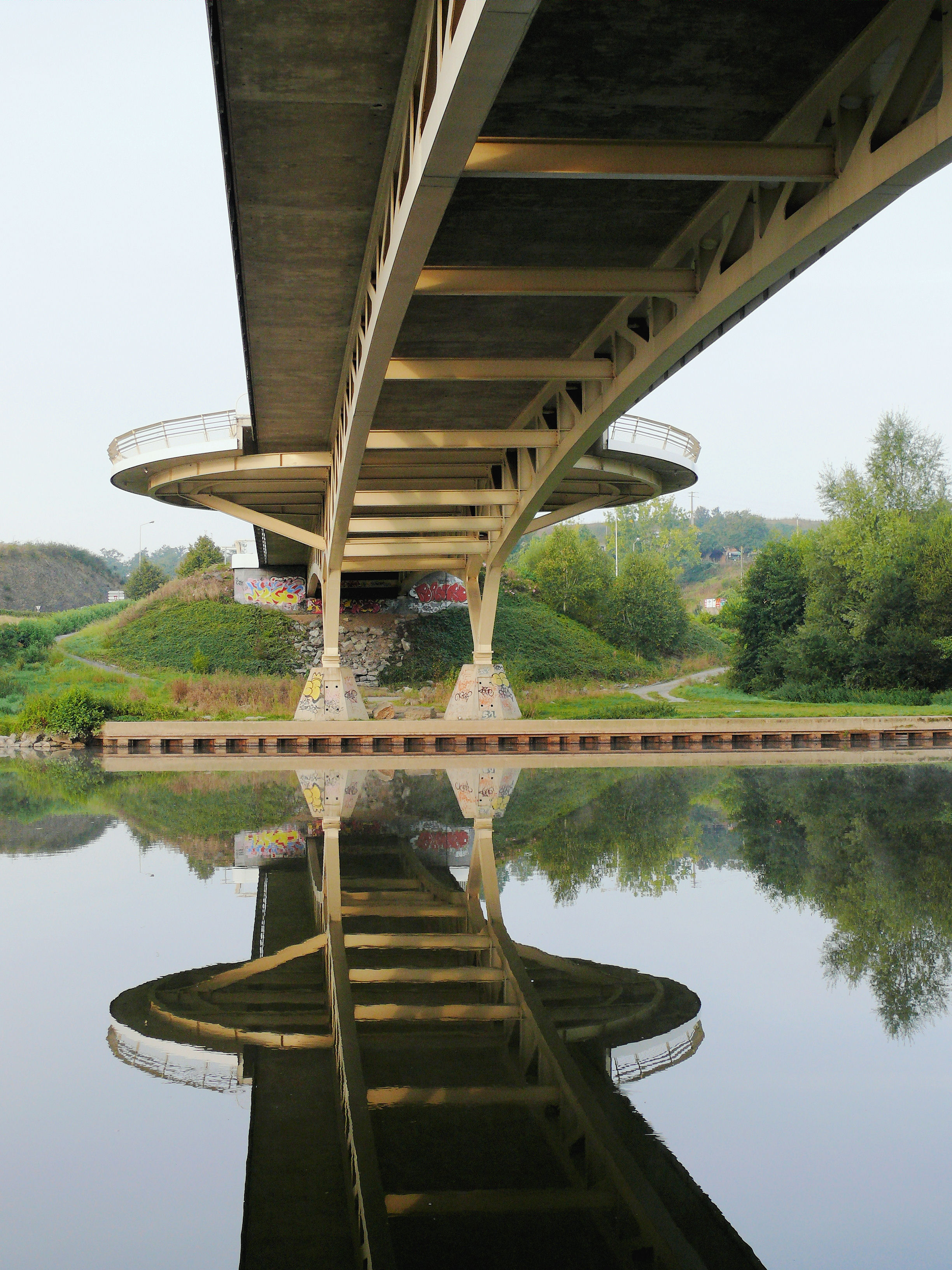